# کریستین تومس
کریستین تومس (دانمارکی: Christian Thomas; ۷ فوریهٔ ۱۸۹۶ – ۴ اکتبر ۱۹۷۰) ژیمناست هنری اهل دانمارک بود.